# Ondrej Kožuch
Ondrej Kožuch (10. února 1911 Sučany – 5. září 1944 Spišská Nová Ves) byl slovenský geolog – půdoznalec a zemědělský odborník.

## Život
Narodil se v Sučanech 10. února 1911 do rodiny rolníka a řezníka. Navštěvoval Lidovou školu v Sučanech. V studiu pokračoval na Československém státním reformním reálním gymnáziu v Turčanském Svatém Martině a potom v letech 1930 až 1935 na Vysoké škole zemědělské v Brně, kde získal titul Inženýra. Gymnázium i vysokou školu absolvoval s vyznamenáním.
Vojenskou prezenční službu absolvoval v Trenčíně a Josefově[nepřesný odkaz] v letech 1935 až 1937. V letech 1937 až 1938 sloužil jako proviantní důstojník. V únoru roku 1938 se oženil s Máriou Maňkovou ze Sučan. Měli dvě děti, Jána a Martu.
V lednu 1939 nastoupil na Ministerstvo zemědělství v Bratislavě. V roce 1939 pracoval ve Výzkumném ústavu zemědělském ve Spišské Nové Vsi. Následně jako přednosta zřídil ve Spišské Nové Vsi Agropedologický ústav. Jeho studijním odborem bylo půdoznalství (výzkum půdy, její výživa a hnojení). Působil v obvodech Orava, Gemer, Turiec, Spiš a Liptov.

## Dílo, publikační činnost
V uvedených oblastech byl poradcem zemědělců, jak se starat o půdu, jak ji vylepšit, jak, kdy a čím hnojit. Chodil pěšky, přičemž se snažil podle rozborů půdy zemědělcům poradit, jak ze zanedbaných pastvin či polí vytvořit pozemky, které by přinášely vyšší úrodu.
Zakládal pokusná pole, odebíral vzorky půdy, určoval půdní profily regionu a poznatky zveřejňoval v Rolnických novinách, Slovenských národných novinách a v Matičném čítaní.
V roce 1942 napsal brožurky Úprava slovenských pašienok, Pôdne pomery na Slovensku a ich vzťah na zveľadenie poľnohospodárskej produkcie a knihu Prečo musíme vápnit. V roce 1944 mu vyšla kniha Praktické pôdoznalectvo. Celkem napsal šest publikací ze svého odboru a více než sto odborných článků.
Pracoval na knize Výživa rastlín z pôdy, která vyšla až po jeho smrti, v roce 1946. Tato kniha byla používaná na zemědělských školách jako učebnice. Vyšla i v maďarštině. V roce 1951 doplnil tuto knihu na žádost veřejnosti Ing. Hrošo, která následně vyšla v druhém vydání.

## Činnost během SNP a smrt
Slovenské národní povstání (SNP) probíhalo od 29. srpna 1944 do 27. října 1944 v oblasti středního Slovenska. V té době dostal Kožuch s hodností nadporučíka za úkol vést povstaleckou bojovou jednotku při obraně Spišské Nové Vsi. Tady padnul 4. září 1944 ve 14.00 hodin (na hřbitově v Spišské Nové Vsi je datum chybně uvedeno jako 5. září 1944), ve věku 33 let.
Město Spišská Nová Ves mu po osvobození postavilo pomník, na kterém je nápis: „Žil, aby raz umrel, ale umrel tak, že žije.“
Ondrej Kožuch je také uveden na Panteonu osobností, který se nalézá v Sučanech na náměstí Slovenského národního povstání, v blízkosti evangelického kostela. Je vytvořen ze dvou tmavošedých žulových bloků 1,5 m dlouhých a 1,3 m vysokých. Na nich jsou umístěny bronzové destičky se jmény osobností. Za svoji vědeckou práci při výzkumu půdy obdržel in memoriam titul doktor věd.

## Vyznamenání
Za účast v odboji mu byla udělena vyznamenání in memoriam:
- Válečný kříž
- Pamětní medaile k 20. výročí Slovenského národního povstání
- Řád rudé hvězdy, 29. srpna 1969 za aktivní účast v boji proti fašismu a za osvobození Československa

## Galerie

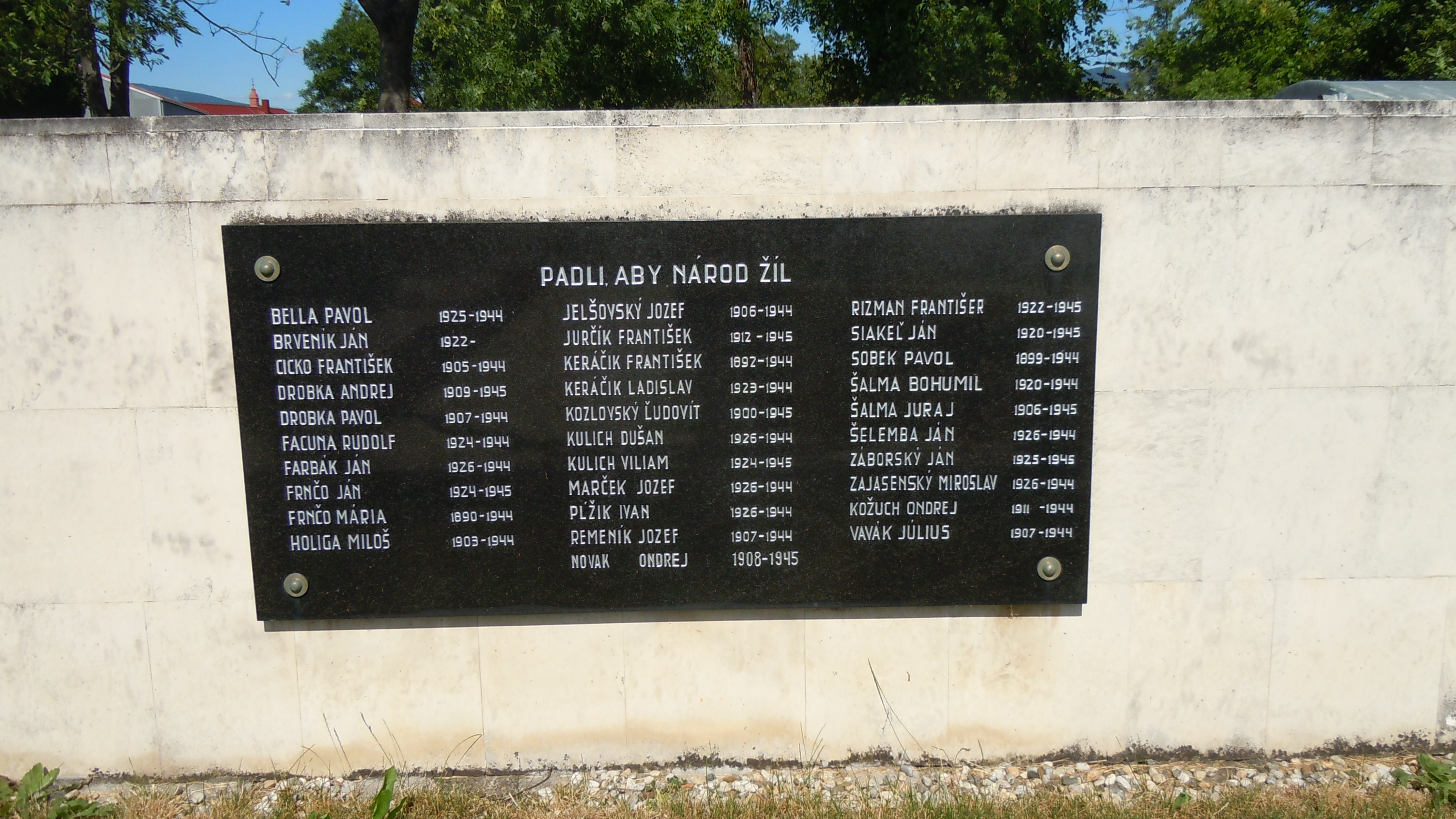
Památník obětem 2. světové války na hřbitově v Sučanech
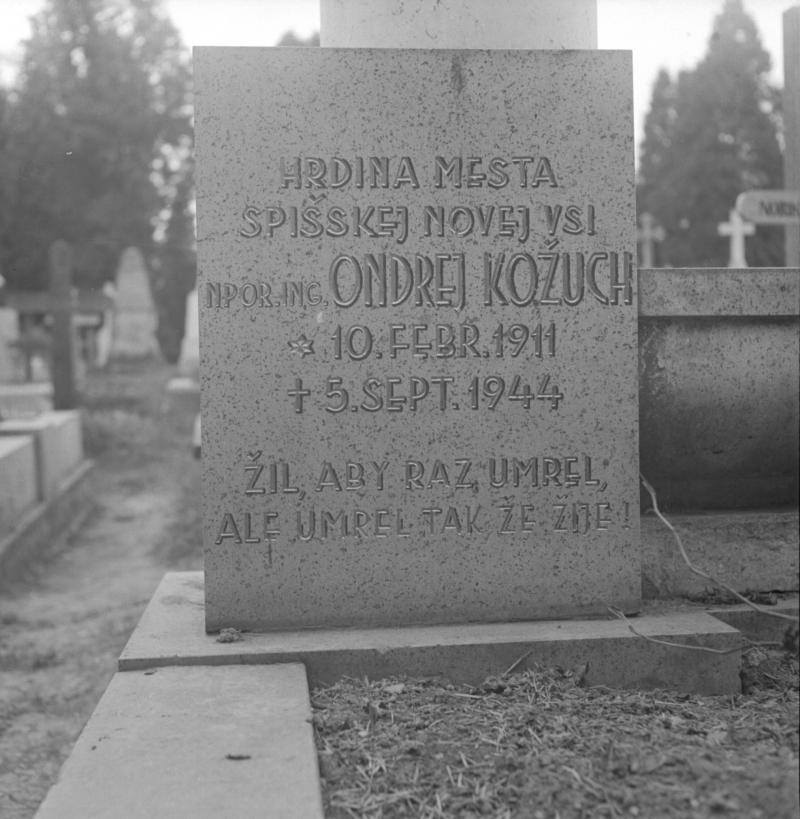
Náhrobní kámen Ondreje Kožucha
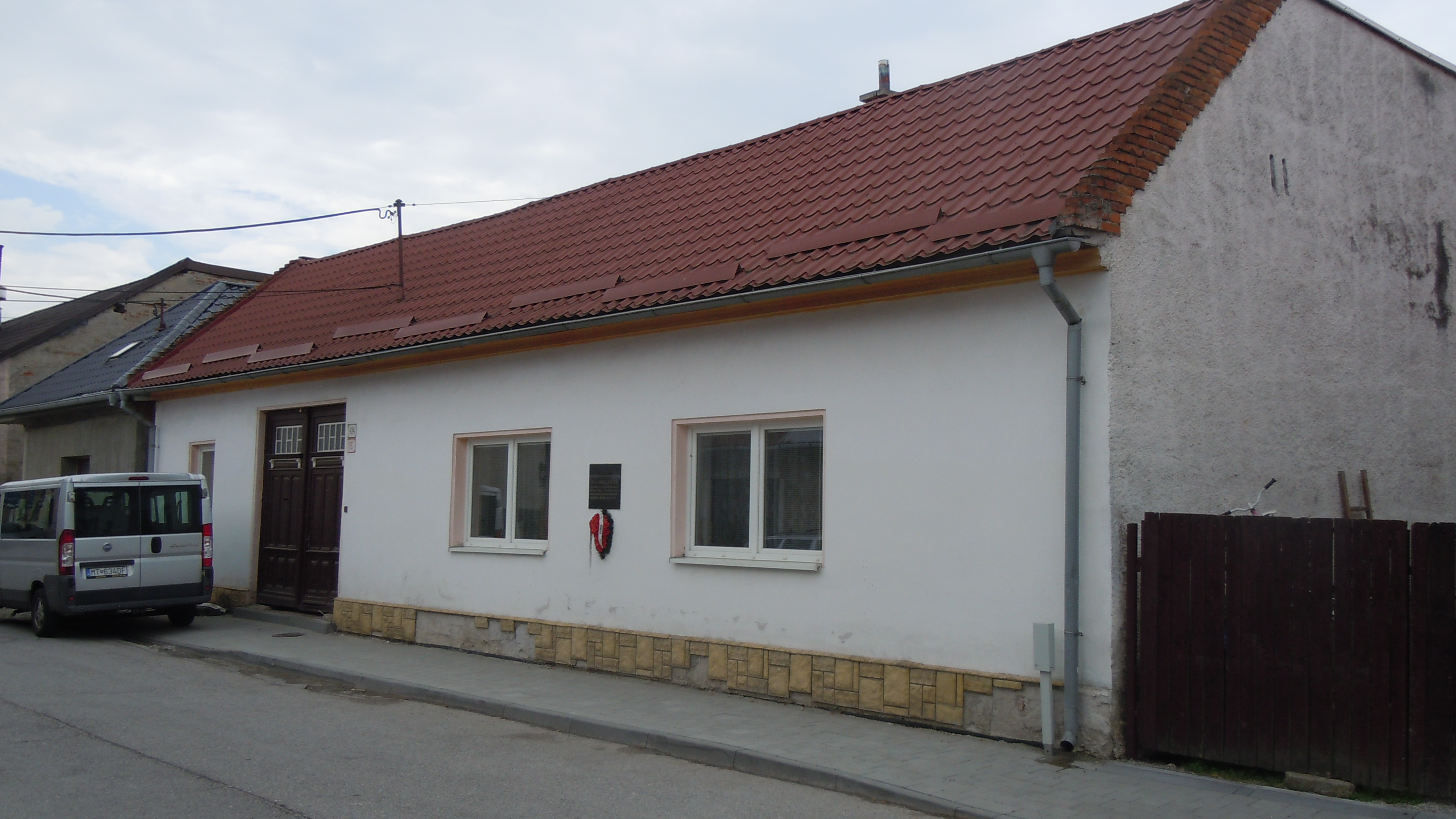
Rodný dům
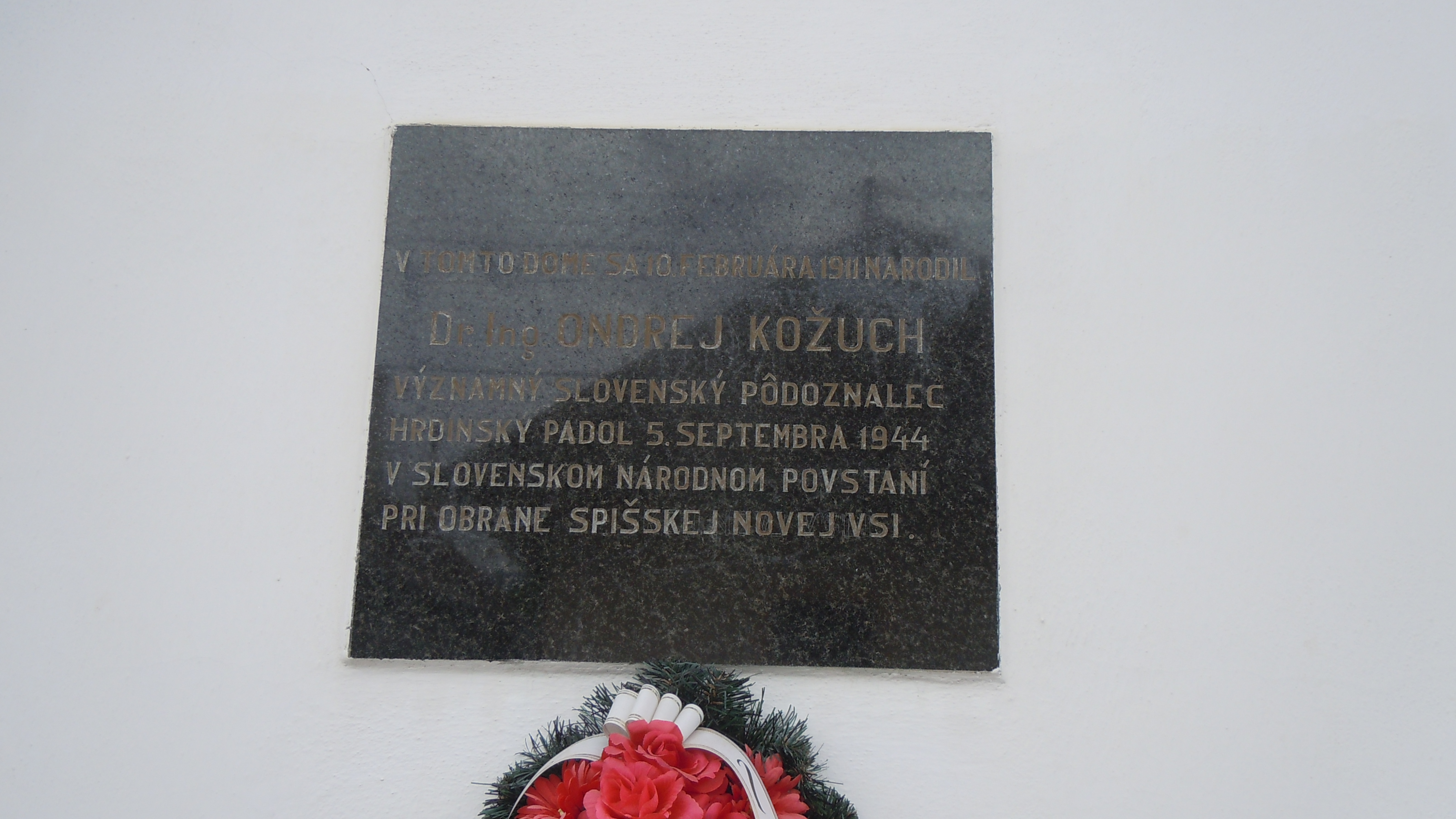
Pamětní tabule na domě
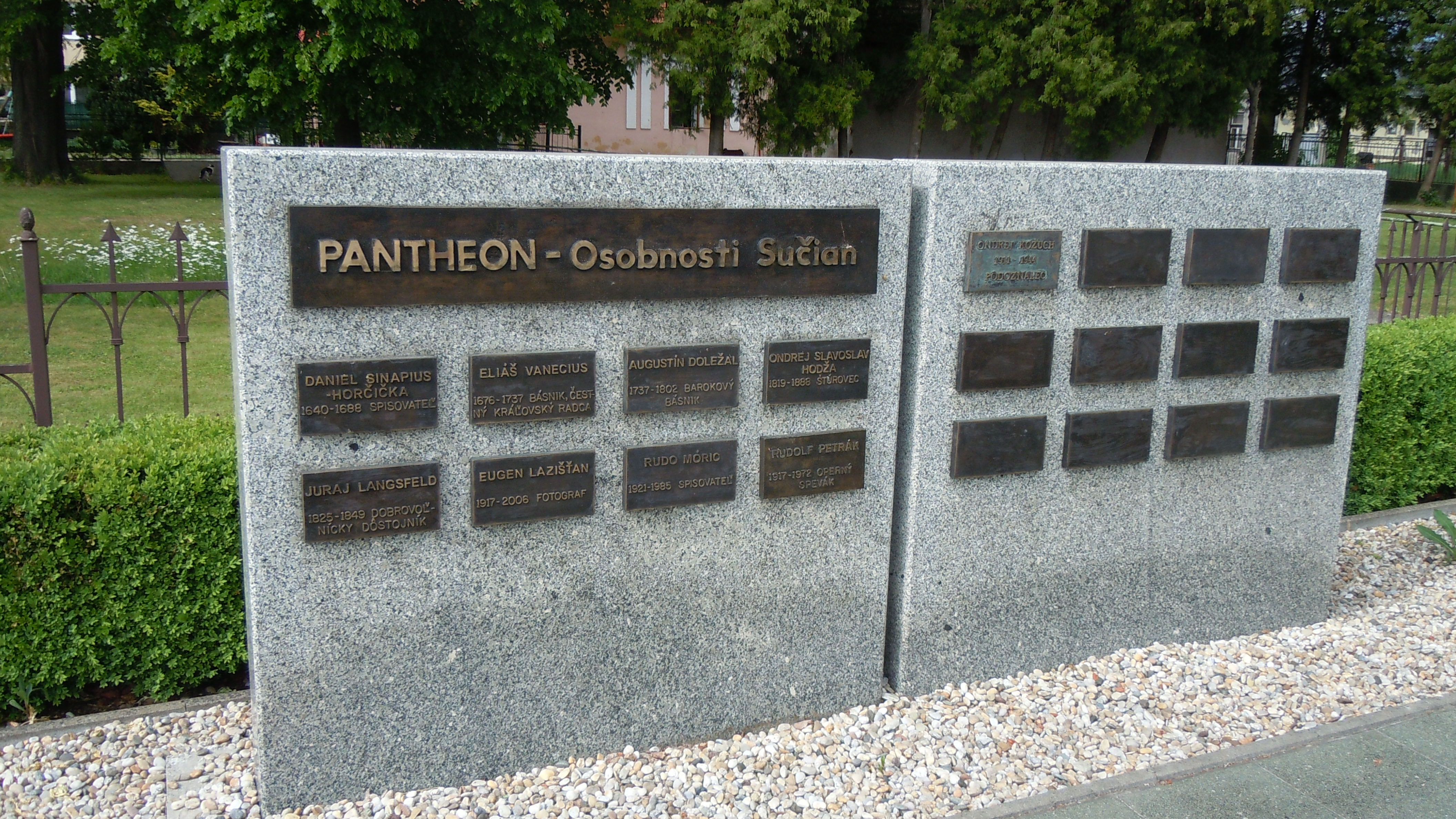
Panteon osobností v Sučanech
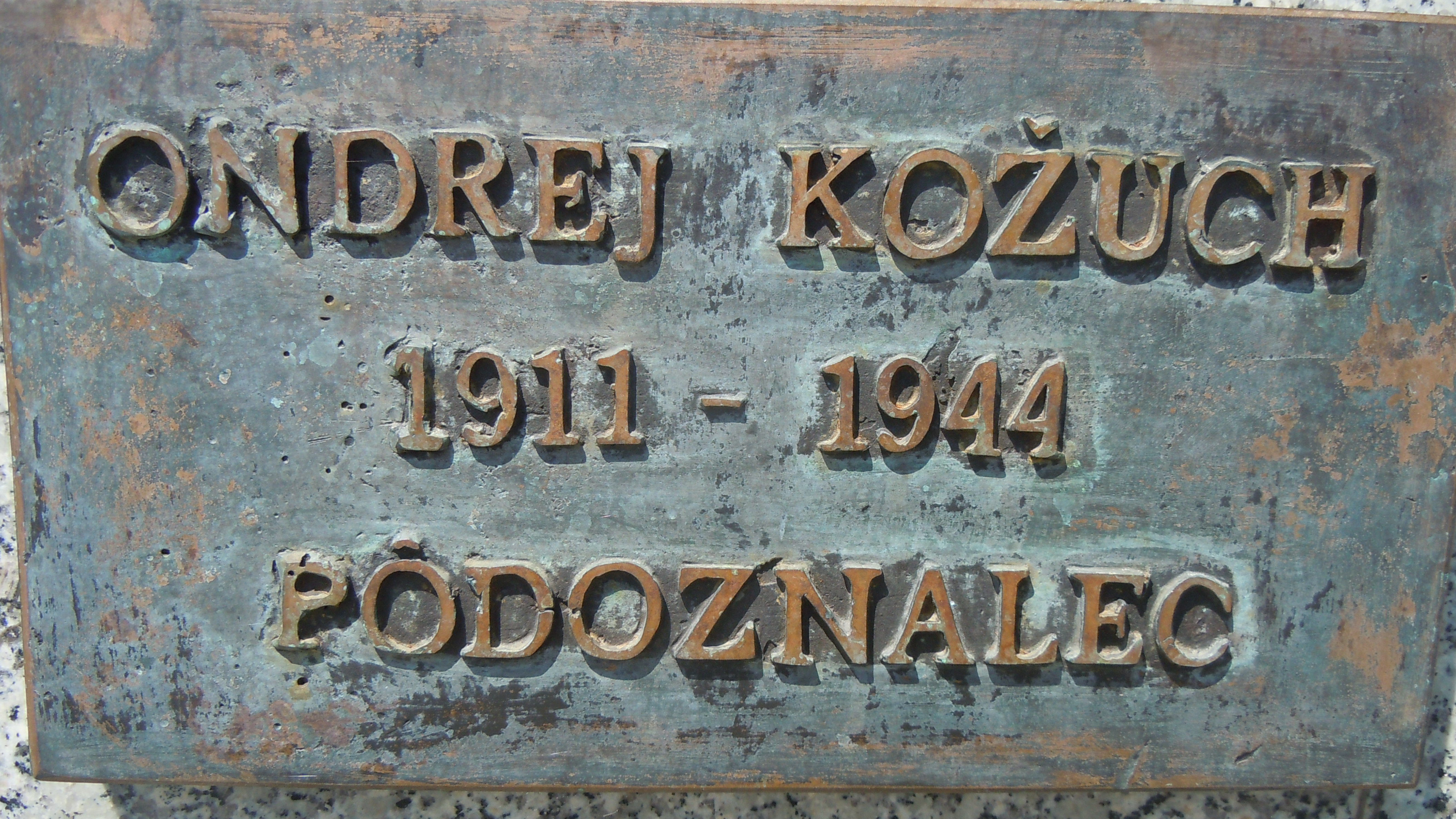
Tabulka Ondreje Kožucha v Panteonu osobností v Sučanech
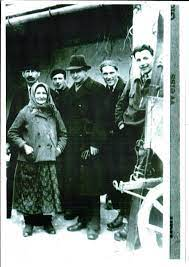
Ondrej Kožuch
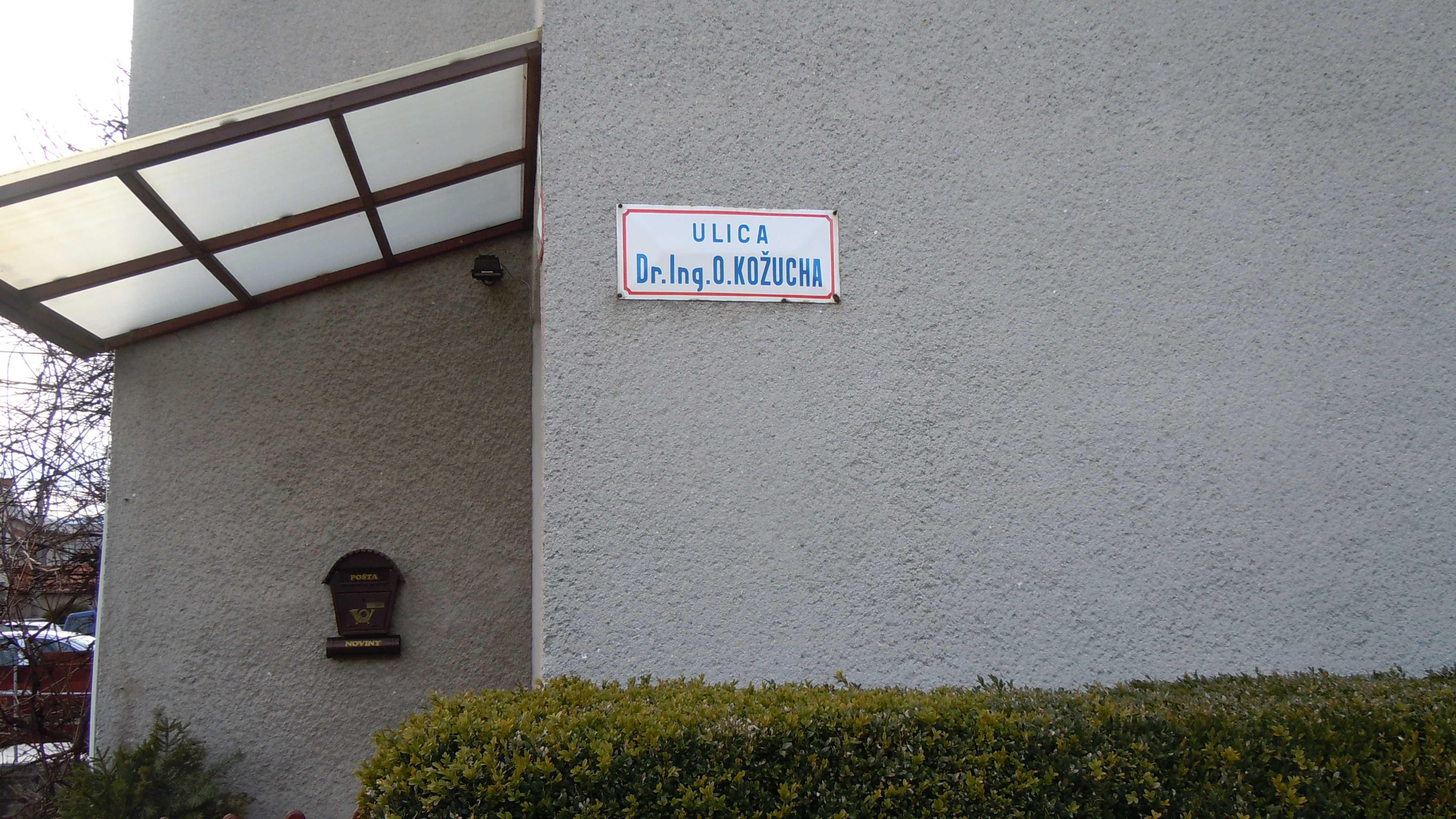
Orientačná tabuľka - názovː ulica Ing. Ondreja Kožucha.jpg